# نعش

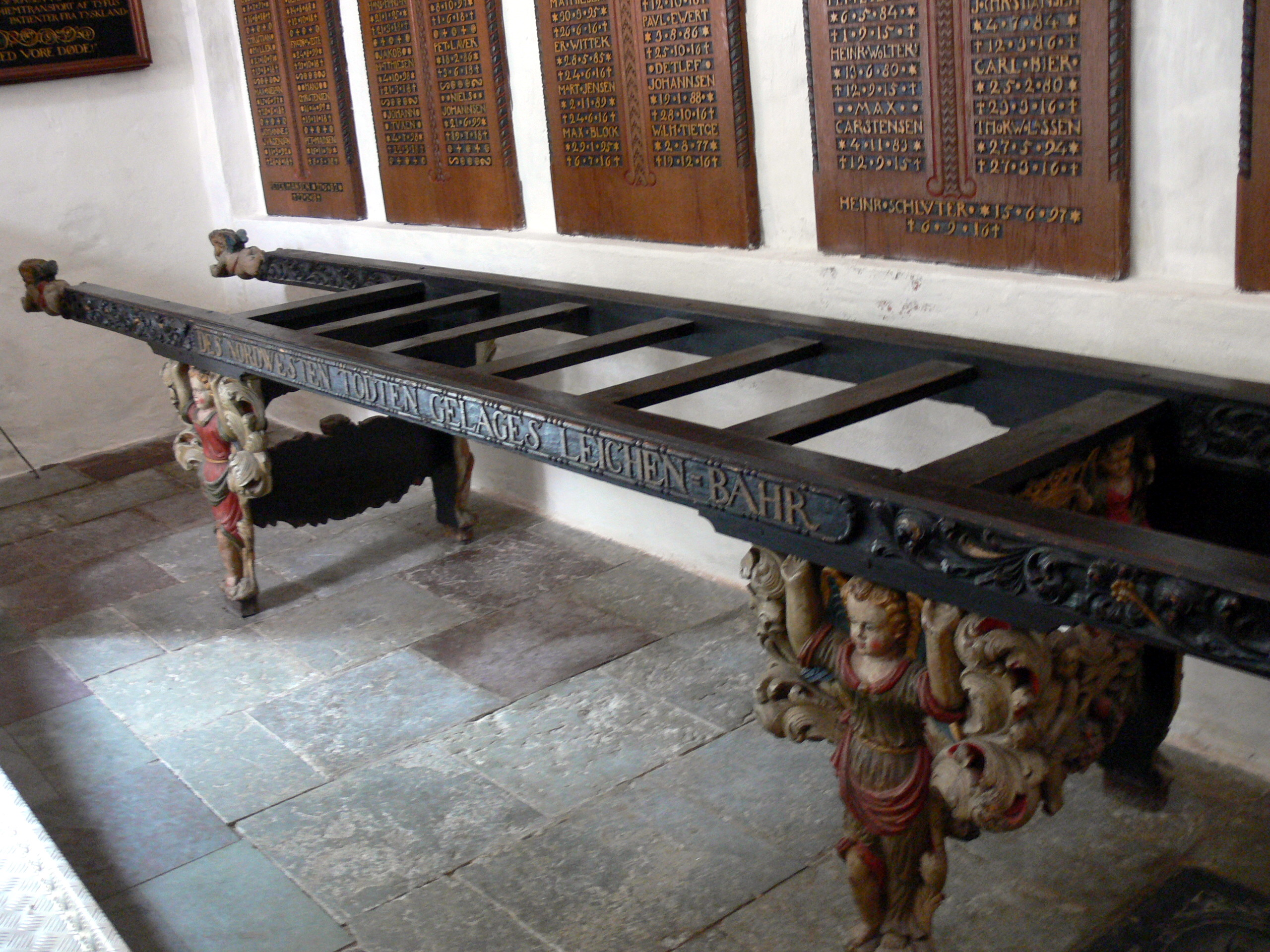
نعش من الدَّنِمَرك

النعش هو حامل أو سَريرُ الميت، سمي بذلك لارتفاعه، توضع عليه الجثة أو التابوت الذي يحتوي على جثة لتوضع في حالة جيدة أو لتشيع إلى المقبرة فتدفن في القبر. يمكن أن يكون النعش هو نفسه التابوت إذا كان له غطاء فيكون بذلك صندوقًا مستطيلًا.

## طالع أيضًا
- منصة النعش
- عربة الموتى
- سيارة مندمجة